# Łódź Stoki
Łódź Stoki – przystanek kolejowy położony w łódzkiej dzielnicy Widzew, na osiedlu Stoki, w obrębie łódzkiej kolei obwodowej, na trasie pomiędzy Łodzią Widzewem i Zgierzem.

## Ruch pasażerski[1]
| Rok  | Wymiana pasażerska na dobę |
| ---- | -------------------------- |
| 2017 | 100-149                    |
| 2018 | 100-149                    |
| 2019 | 100-149                    |
| 2020 | 50-99                      |
| 2021 | 100-149                    |
| 2022 | 200-299                    |
| 2023 | 300-499                    |

## Lokalizacja
1 września 2014 roku reaktywowany, stanowi jeden z przystanków Łódzkiej Kolei Aglomeracyjnej. W celu zwiększenia jego funkcjonalności został przesunięty z dotychczasowej lokalizacji w stronę Centrum Kliniczno-Dydaktycznego Uniwersytetu Medycznego oraz osiedla akademickiego Lumumbowo, największych z pobliskich generatorów ruchu.

## Historyczny przystanek Łódź-Stoki
Dawny przystanek jest niemal doszczętnie zdewastowany. Jedynymi po nim pozostałościami są zarośnięty peron (podwyższenie 30 cm, szerokość 3,5 m) oraz zdewastowane schody, wiodące z peronu w kierunku biegnącej równolegle do torów ulicy Pomorskiej (i kończące się w krzakach – ulica Pomorska została w latach 90. przebudowana i przesunięta ok. 15 metrów na południe).

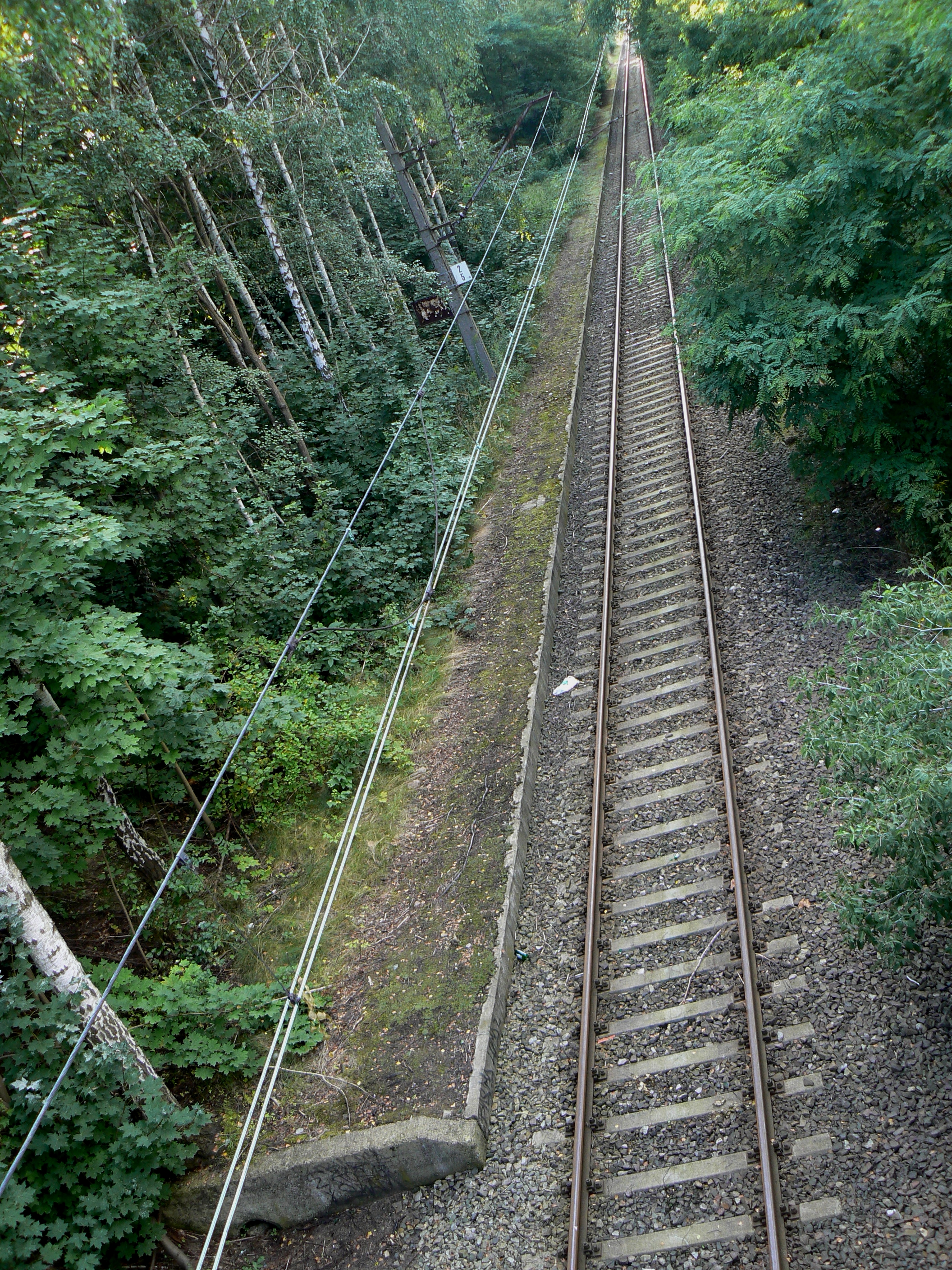
Widok stacji z czynnego wiaduktu na ul. Pomorskiej
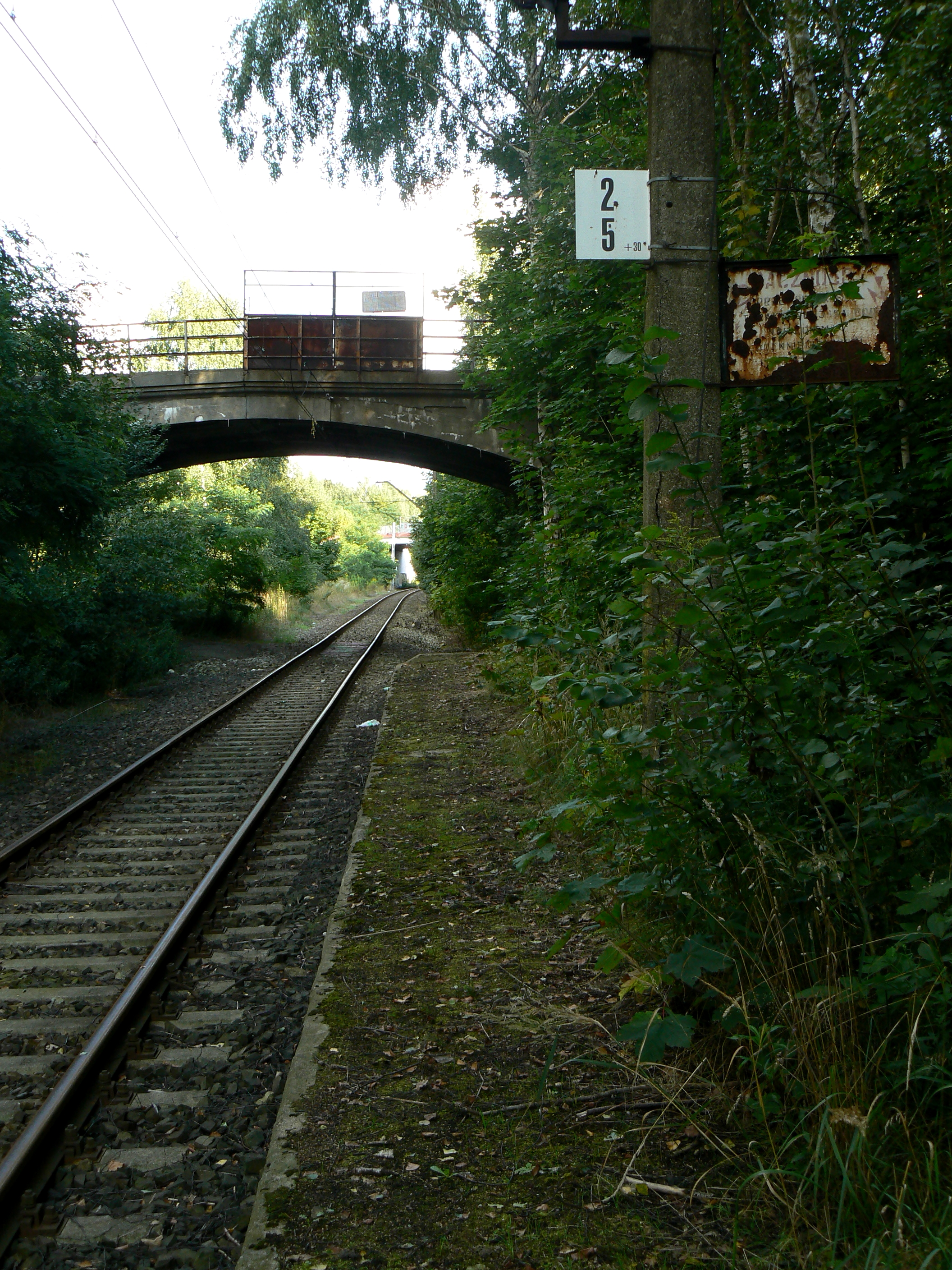
Widok z peronu (patrząc w stronę wiaduktu)
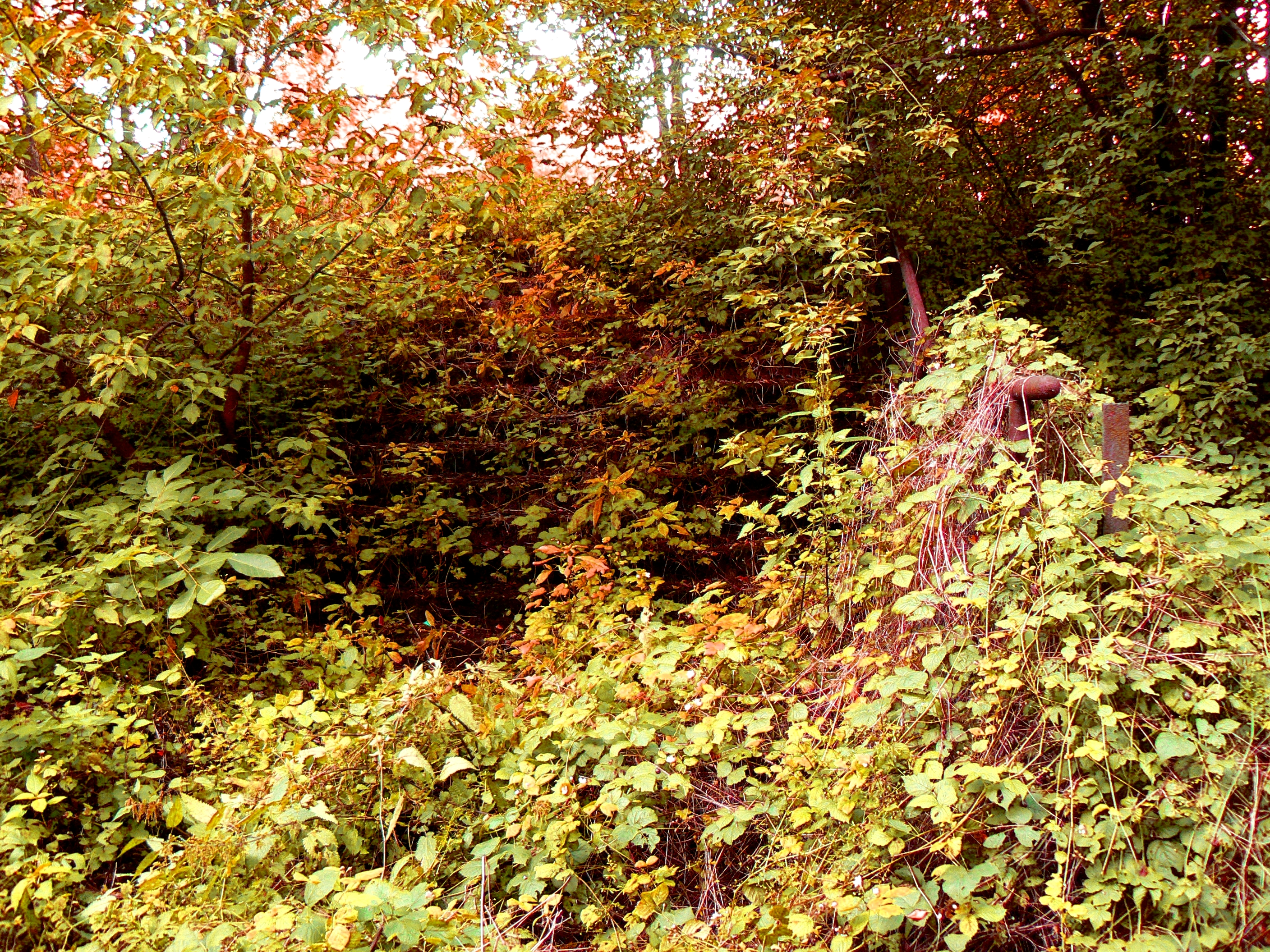
Stare schody prowadzące na peron
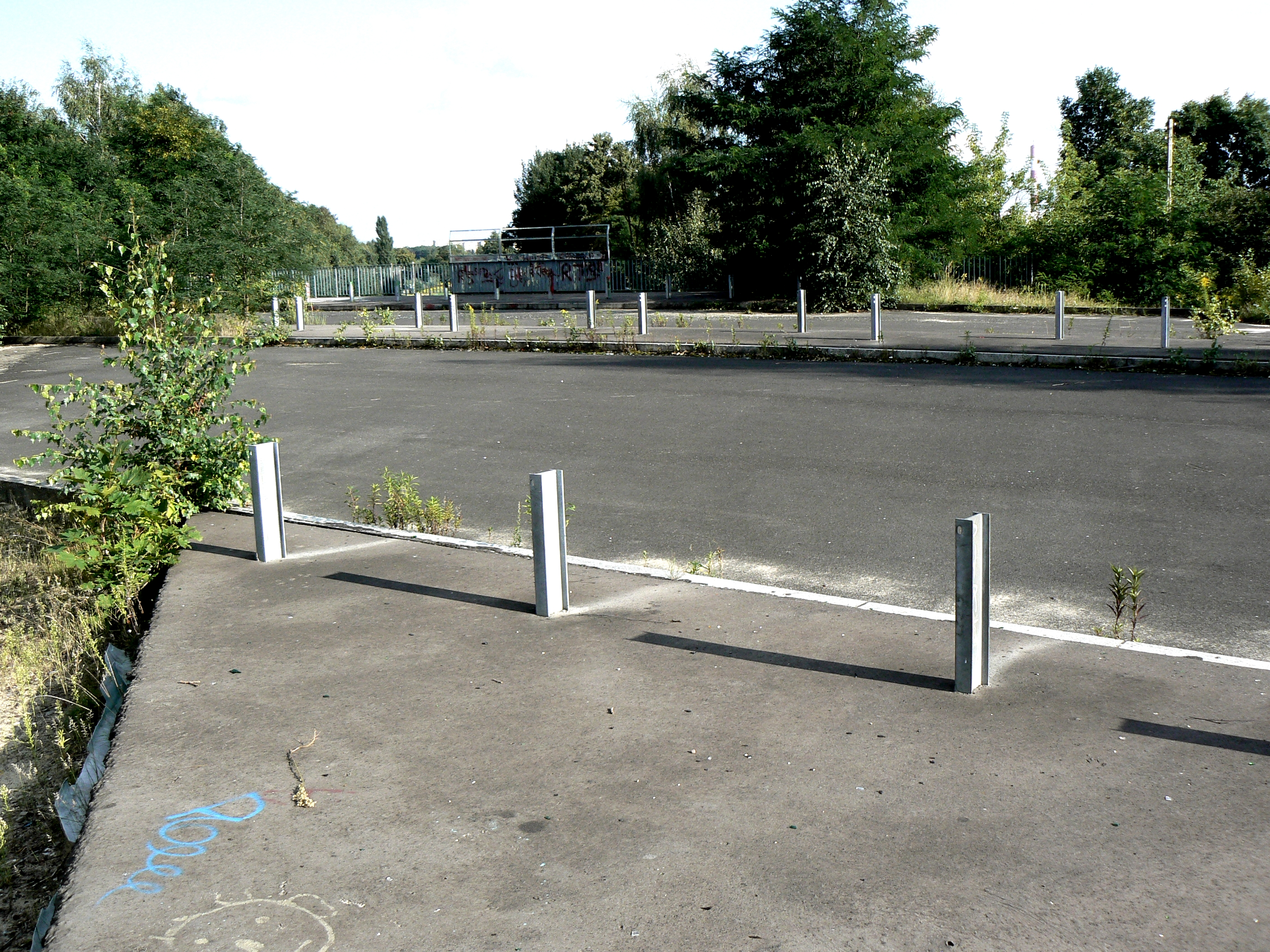
Nowy wiadukt w okolicy stacji, nigdy nie oddany do użytku
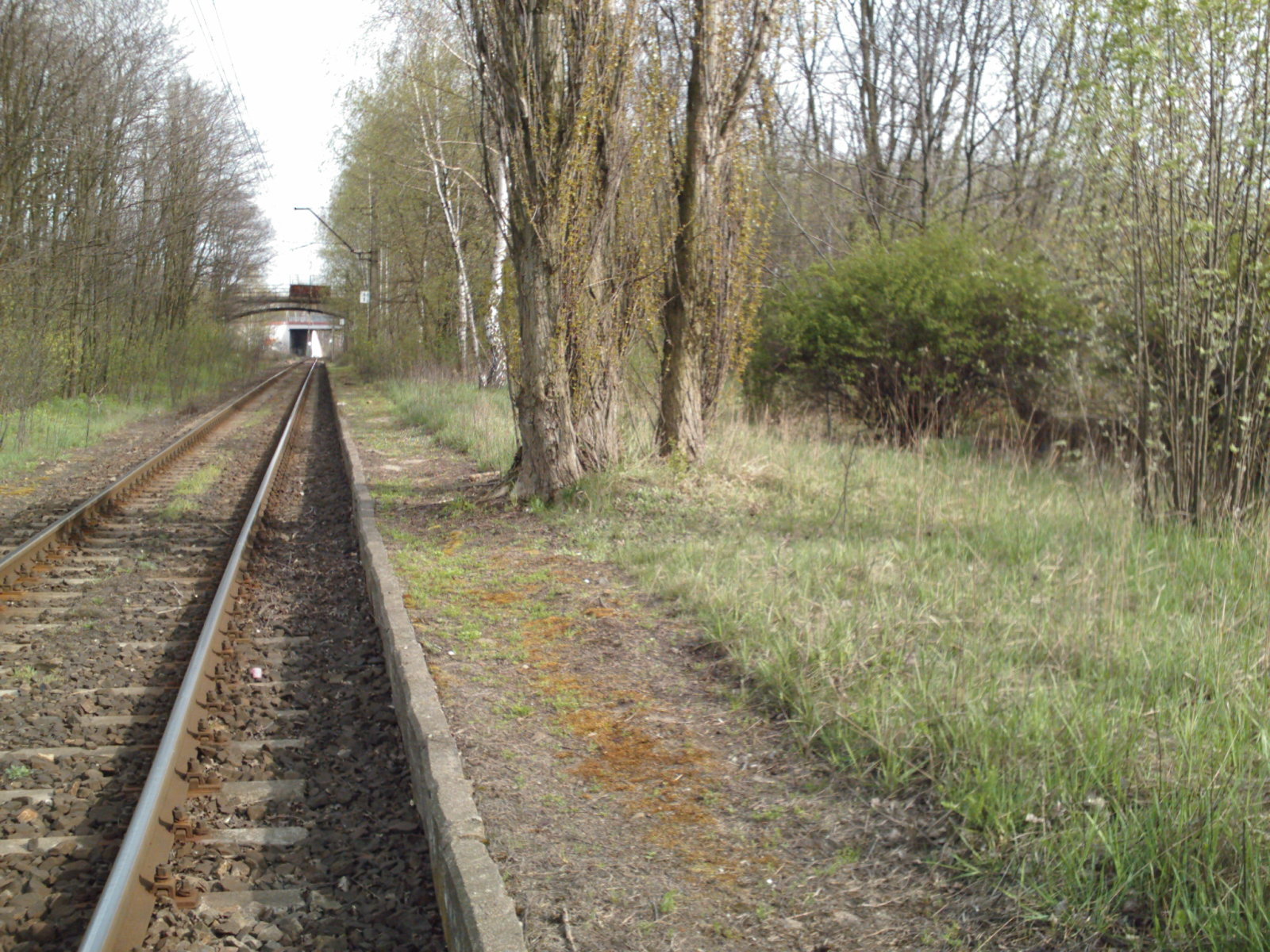
Widok dawnego peronu, patrząc w stronę wiaduktu na ul. Pomorskiej